# Elisa Blanchi
Elisa Blanchi, född den 13 oktober 1987 i Rom, Italien, är en italiensk gymnast.
Hon var med och tog OS-brons i trupp i rytmisk gymnastik i samband med de olympiska gymnastiktävlingarna 2012 i London.
Hon tog även OS-silver i trupp i rytmisk gymnastik i samband med de olympiska gymnastiktävlingarna 2004 i Aten.